# Лосаберидзе, Мамука Александрович
Мамука Александрович Лосаберидзе (груз. მამუკა ლოსაბერიძე; родился 5 сентября 1966 года в Кутаиси) — советский и российский регбист, мастер спорта СССР международного класса. Выступал на позиции скрам-хава.

## Игровая карьера
Воспитанник школы клуба «Строитель» («Айя»), первый тренер — Дуглас Кавтелашвили. В составе клуба выиграл десять раз чемпионат Грузинской ССР, становился серебряным призёром чемпионата СССР в 1984 и 1987 годах. В 1988 году стал игроком «ВВА-Подмосковье», а в 1989 году в составе кутаисской «Айи» выиграл чемпионат СССР. Также выиграл Кубок СССР в сезоне 1986/1987.
В возрасте 15 лет Лосаберидзе начал играть за юниорскую сборную СССР, в 18 лет получил вызов в расположение национальной сборной. Дебютировал в 1987 году за сборную профсоюзов СССР на турнире газеты «Советский спорт». В 1988 году впервые сыграл за сборную СССР в матчах чемпионатов Европы. В 1989 году играл за сборную СССР в матчах чемпионатов Европы и в турне по Англии, выиграл турнир «Советского спорта». В том же году 12 сентября в Кутаиси сыграл за сборную Грузинской ССР против Зимбабве (победа 16:3). Был признан лучшим полузащитником схватки в истории грузинского регби и включён в Зал славы регби Грузии. Позже выступал за границей во Франции и Испании. Некоторое время играл за калининградскую «Звезду».

## Тренерская карьера и карьера функционера
Тренерскую карьеру Лосаберидзе начал в Испании, первым из выходцев из бывшего СССР получив аккредитацию Федерации регби Испании. Он стал тренировать испанский клуб «Ла Вила». По возвращении в Россию он занялся развитием отечественного регби и возродил московский «Спартак», добившись его участия в Высшей лиге. Также он создал клуб «Баграти» в Кутаиси, который вышел за два года из Первой лиги в Высшую. Занимал пост вице-президента Регбийной Премьер-Лиги и вице-президента Краснодарской краевой федерации регби, обеспечивая развитие клуба «Кубань».
В 2015 году Мамука Александрович баллотировался на пост вице-президента Федерации регби России, однако не набрал нужное количество голосов: в дальнейшем он утверждал о многочисленных нарушениях на выборах. 19 декабря 2016 года он был избран президентом Федерации, обойдя на выборах Вячеслава Копьёва, однако позже результаты были признаны нелегитимными, а попытка Лосаберидзе обжаловать решение суда о нелегитимности выборов потерпела неудачу.

## Вне регби
В 2011—2012 годах Лосаберидзе, руководивший ООО «Континенталь», намеревался в Нижнем Новгороде построить крематорий и заняться бизнесом в сфере похоронных услуг, для чего встретился с главой городской администрации Олегом Кондрашовым, чтобы обсудить возможную помощь в этом деле. Кондрашов и его заместитель Владимир Привалов договорились выделить Лосаберидзе участок земли для строительства крематория, но потребовали крупную сумму денег для ускорения всей процедуры. Лосаберидзе вынужден был передать 17 млн рублей чиновникам через предпринимателей Юрия Гришина и Сергея Муравлёва в качестве посредников, однако не дождался ни земли, ни начала процедуры строительства. В итоге против всех четверых было возбуждено уголовное дело. К делу Лосаберидзе подключил бывшего губернатора области Валерия Шанцева, которого просил повлиять на Кондрашова, однако не смог добиться успеха: Лосаберидзе настаивал выбить 24 миллиона рублей, которые были вложены в проект. Только в 2015 году Кондрашов вернул все деньги Мамуке Александровичу в Москве после нападения последнего на автомобиль Кондрашова. Привалов же в 2021 году был приговорён к 8 годам тюрьмы и штрафу в 170 млн рублей, а Гришин и Муравлев — к 7,5 и 7 годам тюрьмы соответственно и штрафам 17 млн рублей каждый.